# Petro Pachnjuk
Petro Volodymyrovyč Pachnjuk (in ucraino Петро Володимирович Пахнюк?; Kiev, 26 novembre 1991) è un ginnasta ucraino naturalizzato azero.

## Biografia
Ha studiato all'Ukrainian National Academy of Internal Affairs. Ha sposato la ginnasta ritmica Aynur Jabbarli. Nel corso della sua carriera ha gareggiato per la nazionale ucraina sino al 2014 e dal 2017. Per tre anni, dal 2014 al 2017 ha vestito i colori dell'Azerbaigian.
Si è qualificato ai Giochi olimpici estivi di Rio de Janeiro 2016, dove ha rappresentato l'Azerbaigian, e Tokio 2020 rappresentando l'Ucraina.
A Tokio 2020 si qualifica per la finale alle parallele confermandosi uno dei migliori specialisti a livello mondiale.
Dal 2020 partecipa al campionato italiano di sere A (Federazione Ginnastica d'Italia) nelle file dell'Artistica Brescia. 

## Palmarès

### Per l'Ucraina
- Europei

Stettino 2019: argento nelle parallele simmetriche.
- Giochi europei

Minsk 2019: bronzo nel corpo libero.
- Universiade

Kazan' 2013: argento nel concorso a squadre.
Taipei 2017: argento nel concorso a squadre e nelle parallele simmetriche.

### Per l'Azerbaigian
- Giochi europei
- Baku 2015: bronzo nel concorso a squadre.